# Talpa (Nuevo México)
Talpa es un lugar designado por el censo ubicado en el condado de Taos en el estado estadounidense de Nuevo México. En el Censo de 2010 tenía una población de 778 habitantes y una densidad poblacional de 227,91 personas por km².

## Geografía
Talpa se encuentra ubicado en las coordenadas 36°20′25″N 105°35′32″O / 36.34028, -105.59222. Según la Oficina del Censo de los Estados Unidos, Talpa tiene una superficie total de 3.41 km², de la cual 3.4 km² corresponden a tierra firme y (0.53%) 0.02 km² es agua.

## Demografía
Según el censo de 2010, había 778 personas residiendo en Talpa. La densidad de población era de 227,91 hab./km². De los 778 habitantes, Talpa estaba compuesto por el 61.31% blancos, el 0.64% eran afroamericanos, el 1.16% eran amerindios, el 0.26% eran asiáticos, el 0.26% eran isleños del Pacífico, el 30.98% eran de otras razas y el 5.4% pertenecían a dos o más razas. Del total de la población el 74.68% eran hispanos o latinos de cualquier raza.